# René Gruau
René Gruau (eigentlich Renato Zavagli Ricciardelli delle Caminate; * 4. Februar 1909 in Rimini; † 31. März 2004 in Rom) war ein italienischstämmiger Modeillustrator, der den Aufstieg der französischen Mode nach dem Zweiten Weltkrieg künstlerisch begleitete. Mit seiner Arbeit als Modeillustrator erreichte er Ende der 1950er Jahre den Höhepunkt seines Schaffens und erlangte weltweite Bekanntheit. Unter anderem zeichnete er für Dior, Givenchy und Balenciaga. Wobei er ein besonders enges Verhältnis zu Christian Dior pflegte, für den er auch Werbeplakate entwarf.

## Leben
Am 4. Februar 1909 wurde Gruau als Renato Zavagli Ricciardelli delle Caminate in Rimini geboren. Sein Vater, Alessandro Zavagli, entstammt dem italienischen Adel, seine Mutter, Maria Gruau, entstammt der Pariser Aristokratie. Die Eltern trennten sich, als René Gruau ein kleiner Junge war. Er blieb bei seiner Mutter. Einige Zeit nach der Trennung ließen sie sich in Mailand nieder. Gruau beschrieb seine Mutter als sehr elegant und modeinteressiert. Gemeinsam besuchten sie regelmäßig die Modehäuser Mailands.
Ohne die finanziellen Zuwendungen von Alessandro Zavagli konnten sich René und seine Mutter den aufwendigen Lebensstil nicht leisten. Der vierzehnjährige René arbeitete als Modeillustrator für eine Illustrierte, um Geld dazuzuverdienen. In dieser Zeit nahm er den Namen an, unter dem er später Bekanntheit erlangte: René Gruau. Auch sein Markenzeichen, der kleine Stern als Signatur, entstammte dieser ersten Schaffensperiode.

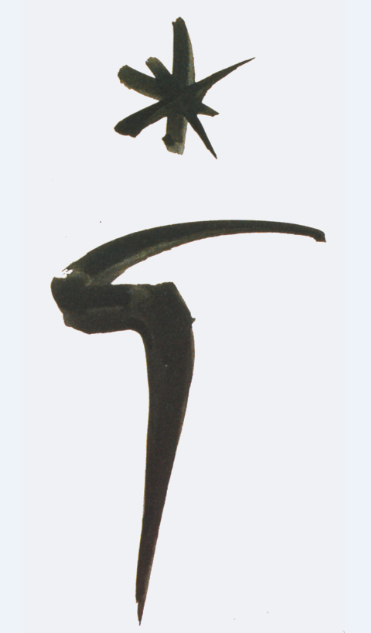
Die Signatur Gruaus

Im Alter von 20 Jahren (Ende der 1920er) verließ er Italien und zog nach Paris. Paris verließ Gruau während der deutschen Besatzung in Richtung Cannes. Seinen Lebensabend verbrachte Gruau in Rom, wo er am 31. März 2004 starb. Zuvor hatte er testamentarisch festgelegt, dass sein Tod einen Monat lang geheim gehalten werden sollte. Er wollte Aufsehen vermeiden.

## Werk
Die ersten Arbeiten des damals 18-Jährigen für italienische Illustrierte sorgten für Beachtung, so dass seine Illustrationen nach einigen Jahren auch in Frankreich erschienen.
Gruau war Autodidakt, er besuchte zeit seines Lebens keine Zeichenschule. Sein Werk weist Einflüsse italienischer Modeillustratoren des frühen 20. Jahrhunderts auf, wie Leonetto Capiello oder Marcello Dudovich. Seit Ende der 1960er ließ er sich zunehmend von japanischen Kalligraphien inspirieren.
Ende der 1920er Jahre zog er nach Paris um. Obgleich es im Paris der frühen 1930er Jahre viele Modeillustratoren gab, bekam Gruau schnell Aufträge von führenden Modezeitschriften wie Vogue, Marie Claire oder Elle. Für die alle zwei Wochen erscheinenden Modeseiten der französischen Tageszeitung Le Figaro entwarf Gruau die Illustrationen.
Zu dieser Zeit begann die Zusammenarbeit mit den bekannten Modeschöpfern. Er zeichnete Kollektionen für Chanel, Piguet, Schiaparelli und Balenciaga.
Er flüchtete vor den deutschen Besatzern nach Cannes und arbeitete von dort aus weiter.
Nach der Befreiung von Paris kehrte er wieder dorthin zurück. In den Folgejahren begann der Wiederaufbau der französischen Modeindustrie, den Gruau künstlerisch begleitete. Dabei arbeitete er besonders eng mit Christian Dior zusammen, der maßgeblich am Wiedererstarken der Pariser Modehäuser verantwortlich war. Der New Look und das damit verbundene neue Frauenbild wurde kennzeichnend für die Arbeit Diors, ebenso wie für die Illustrationen Gruaus. Die Zeichnungen Gruaus sind besonders durch die Eleganz und Leichtigkeit geprägt, die mit den Attributen des New Looks korrespondieren. Er komponierte die unterschiedlichen Bildelemente – vor allem die Models – geschickt, so dass sie nicht statisch wirken, sondern lebendig und modern. Er reduzierte Hintergründe auf monochrome Flächen, um die Figuren und ihre Bekleidung in den Vordergrund zu rücken. Die Linien der Zeichnungen sind kraftvoll und konturieren die eleganten Silhouetten der Figuren. Dies war zu seiner Zeit ohne Vorbild.
Nach dem großen Erfolg der Kollektion von 1947 wollte Christian Dior das Parfüm Miss Dior auf den Markt bringen. Er beauftragte Gruau mit der Entwicklung einer Plakatkampagne für den Verkaufsstart und gab ihm dabei freie Hand. 
Gruau entwickelte neuartige Plakate: Das beworbene Produkt, der Flakon, war auf keinem der Plakate abgebildet, sie zeigten lediglich schlichte, elegante Zeichnungen, beispielsweise Zeichnungen eines Schwans oder eines Fächers.
Mit dem Tod von Dior im Oktober 1957 verlor Gruau nicht nur seinen Förderer und eine Quelle seines künstlerischen Schaffens, sondern auch einen Freund. Seit ihrem ersten Treffen 1936 waren sie eng befreundet. Für Gruau bedeutete der Tod Diors auch den langsamen Abschied von der Modeillustration. Die Modefotografie ersetzte zusehends die illustrative Darstellung der neuen Kollektionen. Er wandte sich vermehrt der Werbeillustration zu, unter anderen für Rouge Baiser (1948 und 1950), Le Bas Scandal (1950) oder Ortalion (1957). Sie gab ihm größere Freiheiten und somit neue Spielräume für seine Ideen. 
Die Werbekampagne für den Lippenstifthersteller Rouge Baiser erlangte besondere Bekanntheit. Mit klaren und präzisen Strichen und nur drei Farben (Schwarz, Weiß und Rot) arbeitete Gruau die Wirkung des roten Lippenstifts meisterlich heraus. Diese Werke wurden 2011 in der Kollektion von John Galliano für das Haus Dior aufgegriffen und zu einem Stil prägenden Element seiner Frauenkollektion – als Hommage an Gruau.
Mit dem Beginn des veränderten Frauenbilds mit dem Aufkommen der 68er-Generation und dem Bedeutungsverlust der Haute Couture verlor Gruau den Zugang zum Zeitgeist. Er distanzierte sich von der Mode der Prêt-à-porter.
In den 1970ern entwarf er Theaterkostüme und zeichnete weiterhin Modeplakate und Titelbilder für Modemagazine. Er blieb bis ins hohe Alter aktiv, jedoch ohne an seine vormalige Bedeutung und Erfolge heranreichen zu können.